# Барейкис, Освальдас
Освальдас Барейкис (лит. Osvaldas Bareikis; род. 19 декабря 1993 года, Укмерге, Вильнюсский уезд, Литва) — литовский парадзюдоист. Бронзовый призёр летних Паралимпийских игр 2020 в Токио и летних Паралимпийских игр 2024 в Париже.

## Биография
Начал заниматься дзюдо в возрасте 10 лет.
8 сентября 2016 года принял участие на летних Паралимпийских играх 2016 в Рио-де-Жанейро в весовой категории до 66 кг. В 1/8 финала победил венесуэльца Маркоса Хосе Фалькона Товара, в четвертьфинале проиграл украинцу Давиду Хораве. В утешительном раунде победил пуэрториканца Луиса Переса Диаса, в матче за «бронзу» уступил японцу Сатоси Фудзимото.
В 2020 году принял участие в чемпионате Литвы по дзюдо и, соревнуясь со здоровыми спортсменами, занял третье место. Также принимал участие в чемпионатах по самбо.
28 августа 2021 года принял участие на летних Паралимпийских играх 2020 в Токио в весовой категории до 73 кг. В 1/8 финала победил испанца Альваро Гавилана, в четвертьфинале проиграл узбеку Ферузу Сайидову. В утешительном раунде победил японца Такамасу Нагаи, затем в схватке за третье место победил грузина Гиорги Калдани и завоевал бронзовую медаль.
6 сентября 2024 года принял участие на летних Паралимпийских играх 2024 в Париже в весовой категории до 73 кг (класс J2). В четвертьфинале победил южнокорейского спортсмена Ким Донхуна, в полуфинале проиграл японцу Юдзиро Сэто. В схватке за «бронзу» победил француза Натана Пети.

## Основные спортивные результаты
| Год  | Турнир                          | Место проведения | Категория    | Место |
| ---- | ------------------------------- | ---------------- | ------------ | ----- |
| 2010 | Чемпионат мира                  | Анталья          | до 66 кг     | 18    |
| 2014 | Чемпионат мира                  | Колорадо-Спрингс | до 66 кг     | 17    |
| 2016 | Летние Паралимпийские игры 2016 | Рио-де-Жанейро   | до 66 кг     | 5     |
| 2018 | Чемпионат мира                  | Одивелаш         | до 73 кг     | 7     |
| 2021 | Летние Паралимпийские игры 2020 | Токио            | до 73 кг     | 3     |
| 2022 | Чемпионат мира                  | Баку             | до 73 кг, J2 | 7     |
| 2022 | Чемпионат Европы                | Кальяри          | до 73 кг, J2 | 3     |
| 2023 | Чемпионат Европы                | Роттердам        | до 73 кг, J2 | 5     |
| 2024 | Летние Паралимпийские игры 2024 | Париж            | до 73 кг, J2 | 3     |
| 2025 | Чемпионат мира                  | Астана           | до 81 кг, J2 | 5     |

## Награды
- Офицер ордена Великого князя Литовского Гядиминаса (27 декабря 2024 года)[2].